# Antillanthus eriocarphus
Antillanthus eriocarphus là một loài thực vật có hoa trong họ Cúc. Loài này được (Greenm.) B.Nord. mô tả khoa học đầu tiên năm 2006.